# Long Prairie (Minnesota)
Long Prairie – miasto w Stanach Zjednoczonych, w stanie Minnesota, w hrabstwie Todd.